# Jarosław Kalinowski (homme politique)
Jarosław Kalinowski, né le 12 avril 1962 à Wyszków, est un homme politique polonais, membre du Parti paysan polonais (PSL).

## Biographie
Il est élu à la Diète de Pologne lors des élections législatives de 1993 sous l'étiquette du Parti paysan dans la circonscription de Siedlce. Il est réélu au cours des quatre mandats suivants, jusqu'au 10 juin 2009, date de son élection au Parlement européen.
Il est élu député européen lors des élections européennes de 2009.
Au Parlement européen, il siège au sein du groupe du Parti populaire européen. Au cours de la 7e législature, il est membre de la commission de l'agriculture et du développement rural.